# Adult Film Association of America
A Adult Film Association of America (AFAA) foi a primeira associação americana de produtores de filmes pornográficos. Ela lutou contra as leis de censura, tentou defender a indústria contra a acusação de obscenidade, e realizou uma cerimônia de premiação anual de filmes adultos. Foi fundada em 1969 em Kansas City, com Sam Chernoff da Astro-Jemco Film Co. como o primeiro presidente. Outros presidentes notáveis incluem o produtor David F. Friedman, eleito o terceiro presidente em 1971 e reeleito quatro vezes antes de se tornar presidente do conselho, e a atriz erótica e editora de revista Gloria Leonard.
As cerimônias foram as mais importantes entre 1976-1985 para premiar os melhores filmes pornográficos. Nos anos posteriores, essa cerimônia era cada vez mais acusada de parcialidade, especialmente pela vitória do filme Virginia em 1984, o que levou à fundação da X-Rated Critics Organization.
Com o advento da pornografia em vídeo, a AFAA rebatizou-se para Adult Film and Video Association of America (AFVAA). Seu papel como associação comercial da indústria de entretenimento adulto foi retomado pela Free Speech Coalition, organizada em 1991, que reconhece a AFAA como seu primeiro antecessor.

## Prêmios AFAA
Os prêmios foram chamados de Critics Adult Film Award e foi um ícone redondo de ouro com bordas decorativas em uma base de madeira.

### Melhor Ator
- 1976: Jamie Gillis (The Opening of Misty Beethoven)
- 1977: Jamie Gillis (A Coming of Angels)
- 1978: Aldo Ray (Sweet Savage)
- 1979: Jamie Gillis (The Ecstasy Girls)
- 1980: John Leslie (Talk Dirty to Me)
- 1981: John Leslie (Wicked Sensations)
- 1982: John Leslie (Talk Dirty to Me Part II)
- 1983: Paul Thomas (Virginia)
- 1984: John Leslie (tie; for both Dixie Ray e Every Woman Has a Fantasy)
- 1985: Jerry Butler (Snake Eyes)

### Melhor Atriz
- 1976: Jennifer Welles (Little Orphan Sammy)
- 1977: Georgina Spelvin (Desires Within Young Girls)
- 1978: Desireé Cousteau (Pretty Peaches)
- 1979: Samantha Fox (Jack 'N' Jill)
- 1982: Veronica Hart (Roommates)
- 1983: Kelly Nichols (In Love)
- 1985: Gloria Leonard (Taboo American Style (The Miniseries))

### Melhor Ator Coadjuvante
- 1976: Carlos Tobalina (Tell Them Johnny Wadd Is Here)
- 1977: John Leslie (A Coming of Angels)
- 1978: Roger Caine (Bad Penny); John Seeman (Sweet Savage)
- 1979: Bobby Astyr (People)
- 1980: Richard Pacheco (Talk Dirty To Me)
- 1981: R. Bolla (Outlaw Ladies); Richard Pacheco (Nothing to Hide)
- 1982: Jamie Gillis (Roommates)
- 1983: Ron Jeremy (Suzie Superstar)

### Melhor Atriz Coadjuvante
- 1976: Georgina Spelvin (Ping Pong)
- 1977: Annette Haven (A Coming of Angels)
- 1978: Georgina Spelvin (Take Off)
- 1979: Georgina Spelvin (The Ecstasy Girls)
- 1980: Georgina Spelvin (Urban Cowgirls)
- 1981: Holly McCall (Nothing to Hide)
- 1982: Veronica Hart (Foxtrot)
- 1983: Kay Parker (Sweet Young Foxes)
- 1984: Chelsea Blake (Great Sexpectations)
- 1985: Lisa De Leeuw (Raw Talent)

### Melhor Diretor
- 1976: Henry Paris (The Opening of Misty Beethoven)
- 1977: Alex de Renzy (Baby Face)
- 1978: Armand Weston (Take Off)
- 1979: Henri Pachard (Babylon Pink)
- 1980: Tsanusdi (Urban Cowgirls)
- 1981: Anthony Spinelli (Nothing to Hide)
- 1982: Chuck Vincent (Roommates)
- 1983: Henri Pachard (The Devil in Miss Jones Part II)
- 1984: Anthony Spinelli (Dixie Ray)
- 1985: Henri Pachard (Taboo American Style)

### Melhor Filme
- 1976	The Opening of Misty Beethoven
- 1977	Desires Within Young Girls
- 1978	Legend of Lady Blue
- 1979	Babylon Pink
- 1980	Talk Dirty to Me; Urban Cowgirls
- 1981	Nothing to Hide
- 1982	Roommates
- 1983	The Devil in Miss Jones, Part II
- 1984	Dixie Ray, Hollywood Star
- 1985	Taboo American Style 1: The Ruthless Beginning

### Melhor Roteiro
- 1976: The Opening of Misty Beethoven
- 1977: Desires Within Young Girls
- 1978: Legend of Lady Blue
- 1979: The Ecstasy Girls
- 1980: The Budding of Brie
- 1981: The Dancers
- 1982: Roommates
- 1983: In Love
- 1984: Dixie Ray, Hollywood Star
- 1985: Raw Talent

### Melhor Cena de Sexo
- 1983: Virginia (nenhuma cena específica)
- 1984: Firestorm (a "Red Scene")
- 1985: New Wave Hookers; Passage Thru Pamela (tie)